# داخل دماغ بيل: فك تشفير بيل غيتس
داخل دماغ بيل: فك تشفير بيل غيتس (بالإنجليزية: Inside Bill's Brain: Decoding Bill Gates)‏ هو مسلسل تلفزيوني وثائقي من ثلاثة حلقات أنتج عام 2019 من إخراج ديفيس جوجنهايم. يتسكشف العمل عقل ودوافع بيل غيتس، المؤسس الشريك والرئيس التنفيذي السابق لشركة مايكروسوفت ومؤسس مؤسسة بيل ومليندا غيتس، مع زوجته ميليندا. تم إصداره في 20 سبتمبر 2019 على نتفليكس.

## روابط خارجية
- داخل دماغ بيل: فك تشفير بيل غيتس على موقع IMDb (الإنجليزية)
- داخل دماغ بيل: فك تشفير بيل غيتس على موقع روتن توميتوز (الإنجليزية)
- داخل دماغ بيل: فك تشفير بيل غيتس على موقع نتفليكس (الإنجليزية)
- داخل دماغ بيل: فك تشفير بيل غيتس على موقع فيلمافينيتي (الإسبانية)
- داخل دماغ بيل: فك تشفير بيل غيتس على موقع كينوبويسك (الروسية)
- داخل دماغ بيل: فك تشفير بيل غيتس على موقع قاعدة بيانات الفيلم (الإنجليزية)